# Brahim Benmerzouga
Brahim Benmerzouga est un islamiste algérien né en 1971 et condamné en Angleterre pour avoir préparé des attentats. 
Arrêté le 26 septembre 2001 à Leicester en possession de documents attestant son soutien à la cause de Oussama ben Laden, la police anglaise dit alors avoir procédé à son arrestation au cours d'une opération menée contre le Français Kamel Daoudi. 
Le 3 avril 2003, il est condamné à 11 ans de prison avec un autre algérien, Baghdad Meziane, 38 ans, par le tribunal de Leicester qui les reconnu coupables d'avoir collecté des fonds destinés à financer des activités terroristes. Le juge a recommandé leur maintien en détention pendant cinq ans et demi au moins et leur expulsion de Grande-Bretagne une fois leur peine purgée. 
Benmerzouga et Meziane ont été les premiers suspects inculpés par la justice anglaise pour leur appartenance présumée à Al-Qaïda. Ce chef d'inculpation a par la suite été abandonné.